# نوبار چالیکیان
نوبار هاکوبی چالیکیان (ارمنی: Նուբար Հակոբի Չալիկյան زاده ۱۹۲۷ - درگذشته ۲۰۰۲) یک بازیگر اهل ارمنستان بود. وی بین سال‌های - تا - میلادی فعالیت می‌کرد.

## زندگی‌نامه
وی در ۱۹۲۷ در آتن به دنیا آمد و از انستیتو دولتی سینما و تئاتر ایروان فارغ‌التحصیل شد. وی در تئاتر مخاطبان نوجوان فعالیت می‌کرد. وی همچنین برندهٔ جوایزی همچون هنرمند شایسته ارمنستان شوروی (۱۹۷۱) شده است. وی در ۲۰۰۲ در سن ۷۵ سالگی درگذشت و در آرامستان مرکزی ایروان (توخماخ) به خاک سپرده شد.